# 陀螺罗经

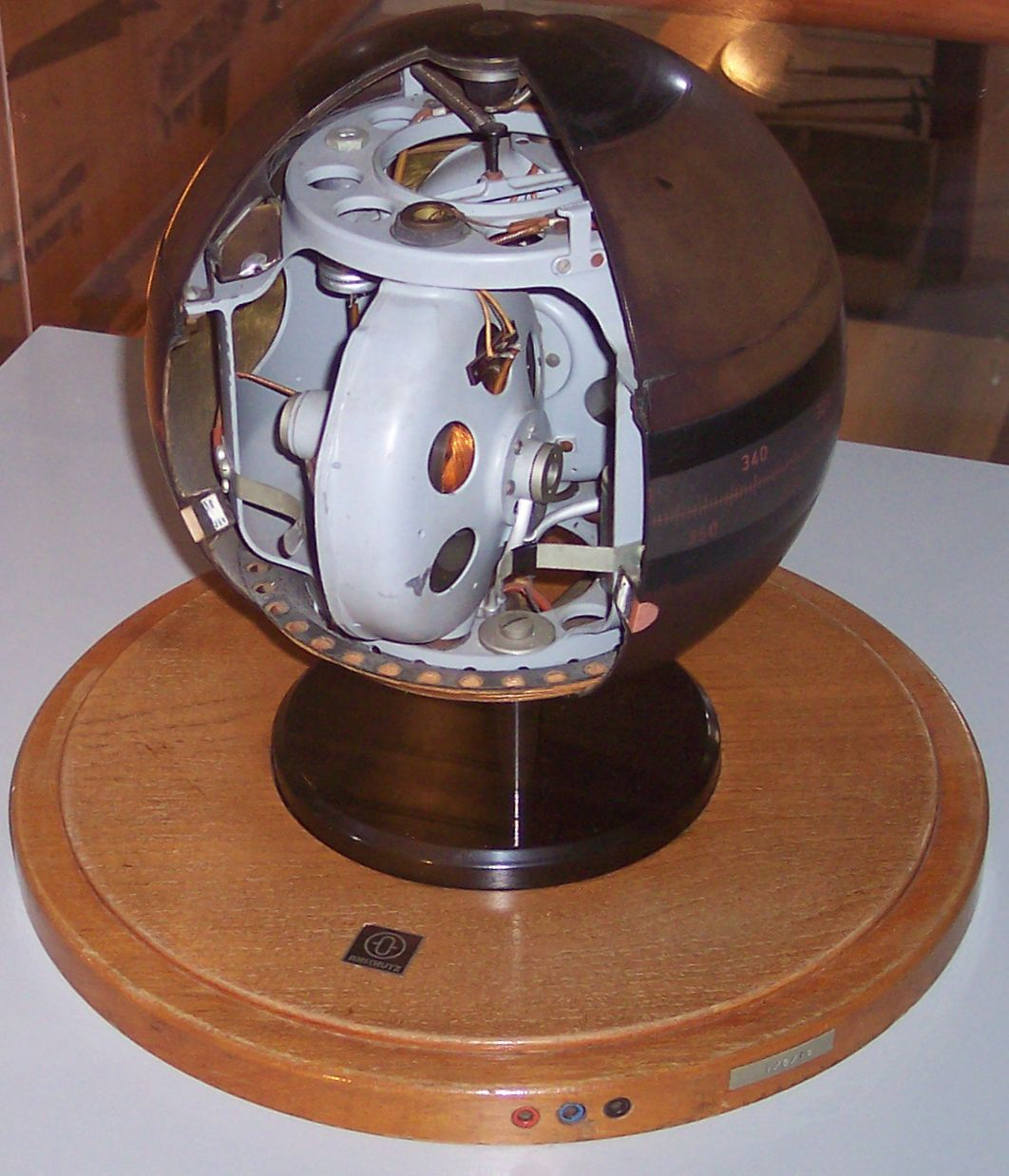
陀螺羅經

陀螺羅經（英語：gyrocompass，也称陀螺罗盘，台湾译作迴轉羅盤）是一种不依赖磁而是依赖内置的陀螺儀来定位的罗盘。与一般的罗盘相比，陀螺羅經可以指向真北極而非地磁北極。

## 原理
以地球自转方向为基准，陀螺罗经在运动物体上一般是外环轴垂直、内环轴水平指东、自旋轴水平指北安装的。设地球自转转速为 {\displaystyle \omega _{g}}，当地纬度为 {\displaystyle \lambda }，则固定在地球上的当地北方向在以 {\displaystyle \omega =\omega _{g}\sin \lambda } 的角速度相对于惯性空间转动。因此为了使自旋轴保持指北，须使自旋轴也以 {\displaystyle \omega } 的角速度進動。

## 应用
陀螺罗经由于精度高，不受地磁和船磁的影响，在舰船导航上应用广泛；亦被用于隧道和矿山开发。
1911年，埃尔默·安布罗斯·斯佩里将陀螺罗经应用于船舶自动转向，被称为第一代自动舵。
现代的陀螺罗经采用电磁摆或加速度计等元件，通过电路施加修正力矩，称为电磁控制陀螺罗经，简称电控罗经或电罗经。
现代陀螺罗经系统中在陀螺内框架上装一个摆，利用自动控制理论来测量自旋轴偏离水平面的角度。

## 误差

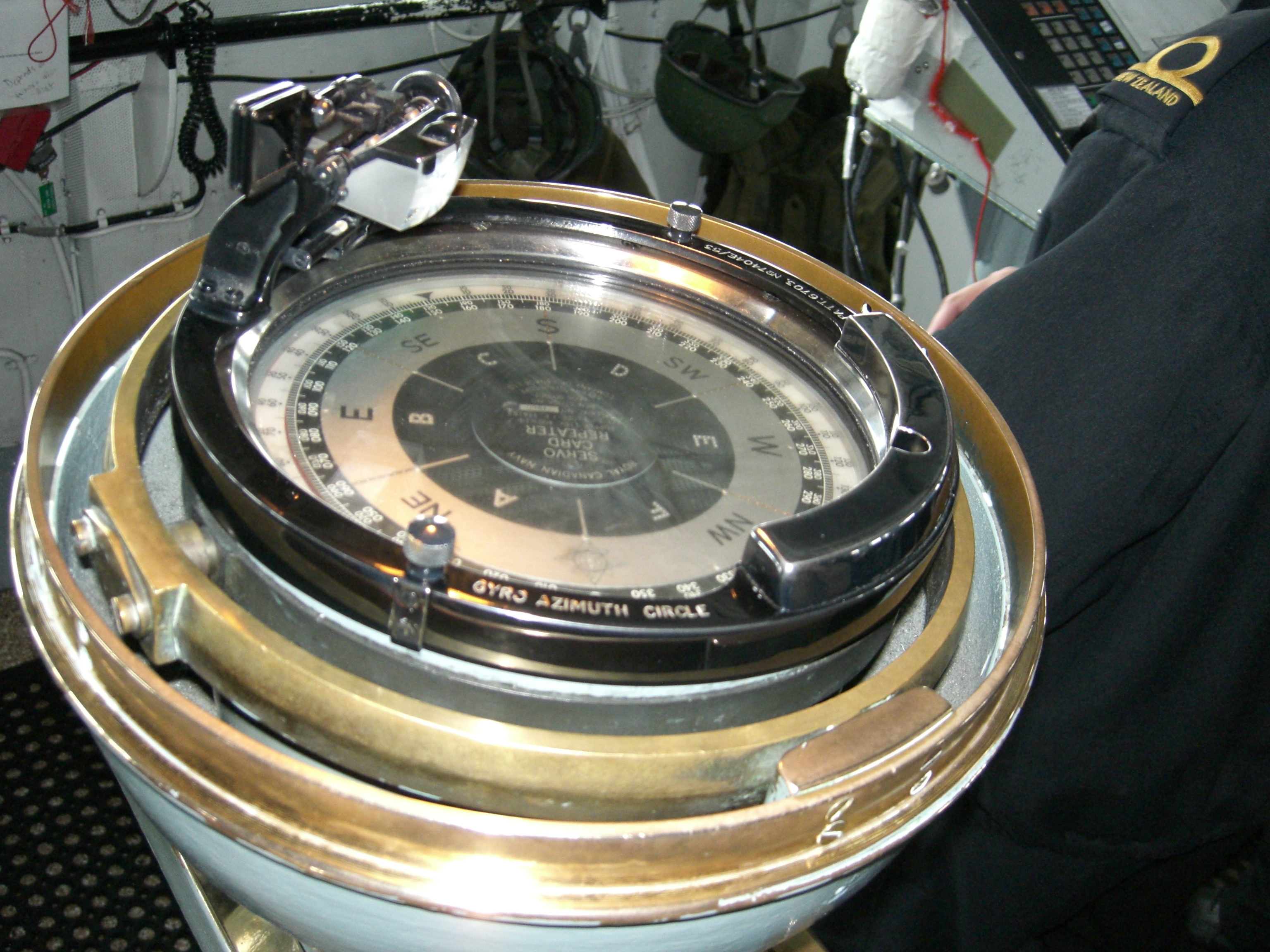
一台陀螺罗经复示器

陀螺罗盘会受到航行误差的影响。在大多数现代船舶上，GPS或其他导航设备会向陀螺罗盘提供数据，由小型计算机校正。
由于陀螺罗经寻北依赖于地球自转轴引起的扭矩导致的陀螺进动，因此在东西方向上快速移动时会抵消地球自转的影响，从而无法正确指向真北。由於高速度会引起很大的航向误差，同時陀螺罗经的体积和重量比较大，在飛機上的应用比较困难。